# Dušan Ivković
Dušan 'Duda' Ivković (Servisch: Душан 'Дуда' Ивковић) (Belgrado, 29 oktober 1943 - aldaar, 16 september 2021) was een Servisch voormalig basketballer en basketbalcoach.

## Carrière (speler)
Ivković was een 1.88m lange Pointguard en speelde zijn hele carrière voor Radnički Belgrado.

## Nationale ploeg (speler)
Ivković speelde voor het nationale ploeg van Joegoslavië. Hij won één keer goud op het Europees kampioenschap basketbal mannen 1973 in Barcelona.

## Carrière (coach)
Ivković begon in 1977 als assistent-coach bij KK Partizan. Hij won de Korać Cup in 1978. Ze wonnen van Bosna Sarajevo uit Joegoslavië met 117-110 na verlenging. In 1978 werd hij hoofdcoach van KK Partizan. Hij werd Landskampioen van Joegoslavië in 1979. Ook werd hij Bekerwinnaar van Joegoslavië in 1979. Ook wisten ze hun Korać Cup titel te verdedigen. Ze wonnen van Arrigoni Rieti uit Italië met 108-98. In 1980 verhuisde hij naar Griekenland om coach te worden van Aris BC. In 1982 verhuisde hij naar Radnički Belgrado. In 1984 stapte hij over naar KK Šibenka. In 1987 ging hij naar KK Vojvodina. In 1988 werd hij hoofdcoach van Joegoslavië. In 1991 ging hij naar PAOK Saloniki. In 1992 werd hij Landskampioen van Griekenland. In 1994 werd hij hoofdcoach van Panionios BC. Na twee jaar ging hij naar Olympiakos Piraeus. Met Olympiakos werd hij Landskampioen van Griekenland en Bekerwinnaar van Griekenland in 1997. Ook won hij de EuroLeague in 1997. Ze wonnen van FC Barcelona Banca Catalana uit Spanje met 73-58. In 1999 stapte hij over naar AEK Athene. Met AEK werd hij twee keer Bekerwinnaar van Griekenland in 2000 en 2001. Ook won hij de Saporta Cup in 2000. Ze wonnen van Kinder Bologna uit Italië met 83-76. In 2002 verhuisde hij naar CSKA Moskou in Rusland. Met CSKA werd hij drie keer Landskampioen van Rusland in 2003, 2004 en 2005. Ook werd hij Bekerwinnaar van Rusland in 2005. In 2005 tekende hij bij Dinamo Moskou. Met Dinamo won hij de ULEB Cup in 2006. Ze wonnen van Aris BC uit Griekenland met 73-60. Van 2008 tot 2013 was hij hoofdcoach van Servië. In 2010 keerde hij terug naar Olympiakos Piraeus. Met Olympiakos werd hij Landskampioen van Griekenland in 2012 en Bekerwinnaar van Griekenland in 2011. In 2014 verhuisde hij naar Anadolu Efes in Turkije. Met Anadolu Efes werd hij Bekerwinnaar van Turkije in 2015. Ook won hij in 2015 de Supercup van Turkije.

## Nationale ploeg (coach)
Ivković was coach van Joegoslavië op de Olympische Zomerspelen van 1988. Ze wonnen de zilveren medaille. Ze wonnen goud op het Wereldkampioenschap basketbal mannen 1990. Ze wonnen goud op het Europees kampioenschap basketbal mannen 1989, Europees kampioenschap basketbal mannen 1991 en Europees kampioenschap basketbal mannen 1995. Met Servië won hij zilver op het Europees kampioenschap basketbal mannen 2009.

## Privé
De oudere broer van Ivković, Slobodan "Piva" Ivković, was ook een basketbalspeler en coach. Ivković behaalde een graad aan de faculteit Mijnbouw en Geologie aan de Universiteit van Belgrado. Ivković was verwant aan de beroemde Servisch-Amerikaanse wetenschapper Nikola Tesla. Ivković's grootmoeder van moederskant, Olga Mandić, en Tesla waren neven en nichten. Toevallig stierf Tesla in hetzelfde jaar dat Ivković werd geboren.

## Erelijst als speler
- Europees kampioenschap: 1x  1973

## Erelijst als coach
- 1x Joegoslavisch landskampioen: 1979
- 1x Joegoslavisch bekerwinnaar: 1979
- 3x Grieks landskampioen: 1992, 1997, 2012
- 4x Grieks bekerwinnaar: 1997, 2000, 2001, 2011
- 3x Russisch landskampioen: 2003, 2004, 2005
- 1x Russisch bekerwinnaar: 2005
- 1x Turks bekerwinnaar: 2015
- 1x Turks supercup winnaar: 2015
- 2x EuroLeague: 1997, 2012
- 1x ULEB Cup: 2006
- 1x Saporta Cup: 2000
- 2x Korać Cup: 1978 assistent, 1979
- Olympische Spelen: 1x  1988
- Wereldkampioenschap: 1x  1990
- Europees kampioenschap: 3x  1989, 1991, 1995, 1x  2009